# Conductanță
Conductanța este o mărime fizică ce arată ușurința cu care un curent electric trece printr-un conductor dat. Ea se definește ca fiind, mărimea egală cu raportul dintre intensitatea curentului electric continuu care străbate un conductor, și tensiunea continuă aplicată la capetele sale. Este mărimea fizică inversă pentru rezistența electrică. Ea se măsoară în Sistemul internațional de unități, SI, în unități siemens, simbolizat S. Din relația cu rezistența electrică rezultă pentru conductanță formula: 
{\displaystyle G={\frac {1}{R}}}
Conductanța (electrică) nu trebuie să fie confundată cu conductivitatea electrică, care este o constantă fizică.